# Pigenavn (efternavn)
 For alternative betydninger, se Pigenavn. (Se også artikler, som begynder med Pigenavn)
Et pigenavn er det efternavn, som en kvinde havde før hun tog sin mands navn ved ægteskab. Op til det 19. århundrede har pigenavne været faderens navn med datter sat bag på (patronymnavn). F.eks. hvis faderen hed Anders, ville datterens efternavn være Andersdatter. For det meste af det 20. århundrede har det været tradition, at kvinden pr. automatik tog mandens navn. I nyere tid er det blevet mere kompliceret, da kvinderne står ved deres efternavn og i ligestillingens navn kræver andre løsninger. Nogle beholder hvert sit efternavn i et ægteskab, andre bruger et af efternavnene som mellemnavn, og nogle forbinder efternavnene med en bindestreg. Selv med disse moderne kompromiser forbliver resultatet, at kvindens navn, som oftest, skifter ved et ægteskab.